# Homaliodendron microdendron
Homaliodendron microdendron là một loài Rêu trong họ Neckeraceae. Loài này được (Mont.) M. Fleisch. miêu tả khoa học đầu tiên năm 1906.